# San Gennaro Vesuviano
San Gennaro Vesuviano – miejscowość i gmina we Włoszech, w regionie Kampania, w prowincji Neapol.
Według danych na rok 2004 gminę zamieszkiwało 10 100 osób, 1683,3 os./km².